# Sällsjön, Ångermanland
Sällsjön är en sjö i Kramfors kommun i Ångermanland och ingår i Nätraån-Ångermanälvens kustområde. Sjön har en area på 0,309 kvadratkilometer och ligger 96,1 meter över havet.

## Delavrinningsområde
Sällsjön ingår i det delavrinningsområde (698825-161227) som SMHI kallar för Utloppet av Sällsjön. Medelhöjden är 141 meter över havet och ytan är 3,44 kvadratkilometer. Det finns inga avrinningsområden uppströms utan avrinningsområdet är högsta punkten. Vattendraget som avvattnar avrinningsområdet har biflödesordning 2, vilket innebär att vattnet flödar genom totalt 2 vattendrag innan det når havet efter 22 kilometer. Avrinningsområdet består mestadels av skog (80 procent). Avrinningsområdet har 0,31 kvadratkilometer vattenytor vilket ger det en sjöprocent på 8,9 procent.